# Viaduc sur le Jaudy
Le viaduc sur le Jaudy est un ancien viaduc conçu par Louis Harel de la Noë et remanié par son successeur Eugène Hélary pour le réseau départemental des chemins de fer des Côtes-du-Nord. Il permettait à la ligne de Tréguier à Paimpol de franchir le Jaudy entre les communes de Tréguier et de Trédarzec sur une voie métrique unique. Avec près de 450 m, c'était le pont le plus long du réseau.

## Localisation
Le viaduc se situait à environ 350 m en amont du pont Canada actuel sur le Jaudy.
L'accès au viaduc rive gauche (côté Tréguier) se situait au lieu-dit Sainte-Catherine, entre l'atelier-dépôt ferroviaire et le viaduc de Loquélo (ligne de Plouëc à Tréguier), aujourd'hui démoli. L'atelier-dépôt existe toujours.
L'accès au viaduc rive droite (côté Trédarzec) se situait au lieu-dit Langarw Vihan.

## Caractéristiques

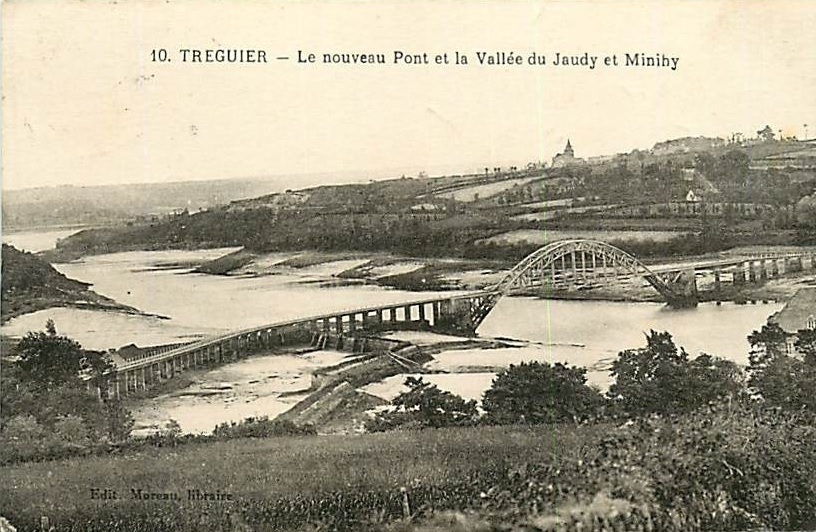
Le viaduc sur le Jaudy, vue générale
(Vers 1925)

Il s'agissait d'un pont de différents types, deux passerelles d'accès à poutre encadraient une portée principale en arc à tablier intermédiaire. L'arc décrivait une parabole d'un rayon de 50 m et avait une portée de 98 m. L'arc, le tablier, les suspentes et les poutres des passerelles d'accès étaient en béton armé, les piles étaient en maçonnerie. Il est terminé en 1921 et mis en service le 1er mai 1924 avec l'inauguration de la ligne de chemin de fer.

## Destruction
Le 14 août 1944 lors des combats pour la libération de Tréguier (du 4 au 14 août), les unités allemandes ont été repoussées sur la rive droite du Jaudy (côté Trédarzec) par les FTP et les troupes américaines. Un détachement du génie américain mine l'arc du viaduc après avoir fait sauter une des travées du pont routier, le pont Canada.
Au matin du 15 août, trois cents soldats allemands sont signalés sur la rive droite du Jaudy. Un duel d'artillerie entre les canons allemands et les chars américains au-dessus du Jaudy fait craindre une offensive allemande et une réoccupation de Tréguier et de son port. Dans cette optique, un bombardement lourd de la ville par l'US air force est évoqué. Le commandant des FFI confirme alors l'ordre de destruction du viaduc, qui saute vers 10 h du matin. Les troupes allemandes ne peuvent plus passer; la ville de Tréguier est définitivement libérée.

## Tentative de reconstruction
Dans le cadre des réparations et dommages de guerre, un chantier de reconstruction démarre en septembre 1946 et est prévu pour durer six mois. Un retard dans la livraison des aciers fait qu'en septembre 1947, les travaux ne sont toujours pas terminés. L'inflation (prix des matériaux, charges salariales) a fait passer le coût de 5,915 MF à 12 MF. Le 17 septembre 1947, peu avant midi, pendant le coulage du béton, des déformations sont constatées, le cintre en bois présente des signes de faiblesses. À 14 h 45, le chantier est évacué et le cintre s'écroule une demi-heure plus tard.
Une enquête est menée pour déterminer la raison de cet incident. L'ingénieur en chef des ponts et chaussées conclut dans son rapport du 26 décembre 1947 :
« La qualité du bois, de provenances diverses, que l'entreprise a approvisionnés, jointe à une solidarisation insuffisante des pièces constituant les membrures, a été la cause déterminante du flambage de l'arc et par la suite l'effondrement du cintre ».

## Épilogue
Les passerelles d'accès sont présentes lors de la construction du pont Canada actuel, commencé en 1951. Elles sont démolies pour le jour de l'inauguration en 1954. Les fondations des piles de la portée principale et quelques débris sont visibles à marée basse. Une des culées demeure comme vestige côté Trédarzec (propriété privée).
La ligne de Tréguier à Paimpol (en fait de Pleubian à Paimpol avec la destruction du viaduc) ferme le 31 mars 1950.